# José María Polls i Borrell
José María Polls i Borrell   (Barcelona, 24 de setembre de 1959) és un autor de còmics, guionista, coordinador i articulista.

## Biografia
Josep Maria Polls va néixer el 1959 a Barcelona, en el si d'una família d'artistes. El seu pare, Esteve Polls i Condom era actor i director de teatre, el seu germà, Esteve Polls i Borrell, i un oncle, dibuixants de còmics.  Els primers treballs els va fer a la dècada del setanta, fent guions de terror. Tot seguit i fins entrada la dècada del vuitanta va escriure guions de fantasia, ciència-ficció i aventura. Va treballar tant per empreses de l'estat espanyol com pel mercat exterior, entre d'altres per The Walt Disney Company Italia. Als anys vuitanta, noranta del segle XX i entrat el segle XXI, va escriure per la revista Cimoc, El Vibora i per les editorials Planeta-DeAgostini, Dude Comics o Diábolo. En el camp de la publicitat ha fet els guions de còmics publicitaris per Codorníu o IMC. També relacionat amb el món del còmic i l'ensenyament va treballar com a cap d'estudis de l'Escola Joso.

## Obra
El 1974, va escriure els guions de Condor, una sèrie inspirada en el Conan de Marvel, editada per Ediciones Vértice. En aquesta sèrie va treballar amb el seu germà Esteve, encarregat del dibuix i amb Lopez Espí a les portades. D'altres sèries on ha treballat amb el seu germà son la sèrie de terror, Pánico (1978 - 1980), editat per Vilmar Ediciones, als números 13 i 57 i 82 entre d'altres. Per al mercat francès ha fet guions per l'àlbum Récits & recettes entre Lyon et Barcelone, (2015) editat per Lyon BD Organisation/Sandawe. Per Diábolo Ediciones, va fer el 1992, els guions de Versus, amb dibuixos de Josep Maria Beroy, i el 2025 l'album de western Remington 1885, amb dibuixos de Sagar.